# Chuyện Sa hoàng Berendey
Chuyện Sa hoàng Berendey (tiếng Nga: Сказка о царе Берендее, о добром царе Еремее и злом Чуде-Юде, о любви Варвары-красы к рыбацкому сыну Андрею, Câu chuyện về Sa hoàng Berendey, về Sa hoàng Yeremey dũng cảm và con quỷ Chudo-Yudo, về mối tình nàng Varvara xinh đẹp với chàng Andrey con trai người đánh cá) là một câu chuyện cổ tích bằng thơ của nhà văn Vasily Zhukovsky.

## Chuyển thể
- Nàng Varvara xinh đẹp, có bím tóc dài (phim, 1969)